# Млынчеки
Млынчеки (словац. Mlynčeky) — село и одноимённая община в районе Кежмарок Прешовского края Словакии. В письменных источниках начинает упоминаться с 1896 года.

## География
Село расположено в западной части края, к западу от реки Попрад, у подножия Высоких Татр, при автодороге 3101. Абсолютная высота — 686 метров над уровнем моря. Площадь муниципалитета составляет 7,68 км².

## Население
| Год:                | 1994 | 2004     | 2014    | 2024    |
| ------------------- | ---- | -------- | ------- | ------- |
| Количество человек: | 535  | 620      | 657     | 710     |
| Разница:            |      | +15,88 % | +5,96 % | +8,06 % |

По данным последней официальной переписи 2011 года, численность населения Млынчеков составляла 652 человека.
Национальный состав населения (по данным переписи населения 2011 года):
| Национальность | Численность, человек |
| -------------- | -------------------- |
| словаки        | 616                  |
| венгры         | 3                    |
| поляки         | 2                    |
| русины         | 1                    |
| чехи           | 1                    |
| хорваты        | 1                    |
| не указана     | 28                   |